# Adriano Franceschini
Adriano Franceschini (* 17. April 1920 in Ferrara; † 22. Dezember 2005 ebendort) war ein italienischer Grundschullehrer, Historiker, Forscher, Epigraphiker und Essayist.

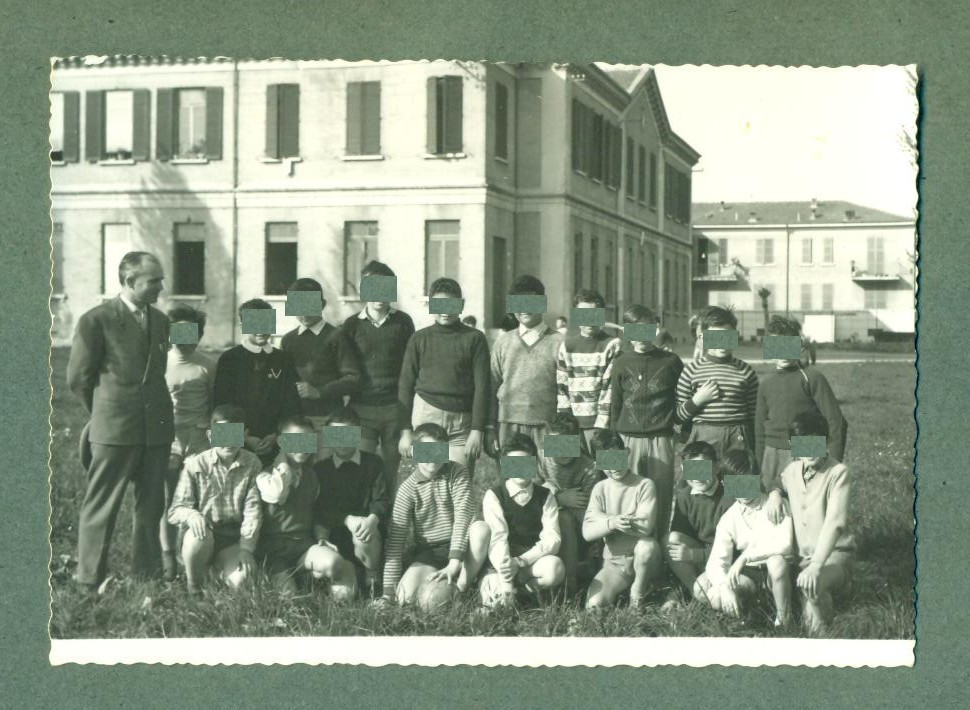
Adriano Franceschini mit seiner V. Klasse der Porotto-Grundschule, Ferrara. Anfang der 1960er Jahre

## Leben
Er widmete sein ganzes Leben seiner Arbeit als Grundschullehrer und unterrichtete jahrzehntelang Generationen von Kindern. Zu dieser Tätigkeit gesellte sich bald eine Leidenschaft für die historische Forschung durch das Studium von notariellen Dokumenten, Inschriften und historischen Texten, von denen viele in der Biblioteca Comunale Ariostea oder im Archiv der Kathedrale von Ferrara oder in den Bibliotheken von Verona, Modena und Mantua sowie in verschiedenen Städten der Polesine aufbewahrt werden, wo auch seine Tätigkeit als Historiker begann. Sein besonderes Interesse galt den lokalen Ereignissen in Ferrara und Umgebung (seine Forschungen dauerten über 40 Jahre). Er veröffentlichte Essays über das jüdische Ghetto, über den Handel und das Leben im Mittelalter und in der Renaissance, über Künstler und über die Lebensweise vieler einfacher Menschen, die er in den Situationen des täglichen Lebens fotografierte. Er zog es vor die wiedergefundenen Dokumente jedes Mal wieder aufleben zu lassen und war nie an öffentlichen Auftritten interessiert. Erst später wurde er von vielen Wissenschaftlern anerkannt, die in seinem Werk eine grundlegende Hilfe für ihre historische Forschung sahen

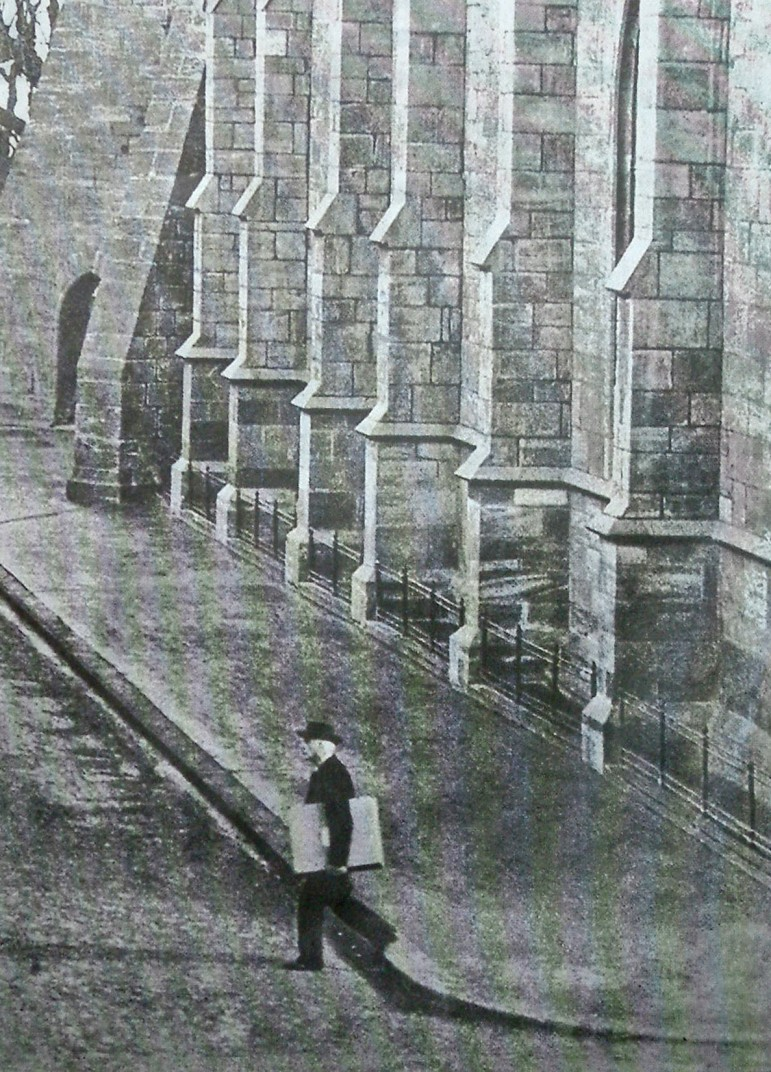
Jacob Burckhardt in der Nähe des Basler Archivs im Jahr 1890

### Beginn der Forschungstätigkeit
Wie viele Historiker, die mehr an Archiven als an akademischen Studien interessiert sind, wurde seine Tätigkeit durch einen Auftrag ausgelöst, der in diesem Fall von der Gemeinde Bergantino kam, die daran interessiert war, maßgebliche Quellen über ihre lokale Geschichte aufzufinden.
Diese Initialzündung war der Ausgangspunkt für seine Forschungsarbeit, die in vielerlei Hinsicht derjenigen eines anderen großen zeitgenössischen Historikers, Marino Berengo, ähnelte. Angetrieben von seiner bäuerlichen Neugierde begann er die Geschichte von Alto Polesine anhand von Notariatsakten zu erforschen, was ihn später dazu brachte, sich für die Geschichte seiner Stadt, ihre künstlerischen Aktivitäten und die jüdische Bevölkerung zu interessieren. Als Einleitung zu seinem ersten Werk wählte er die Worte eines Epigraphen: Jeder sieht, was er in seinem Herzen trägt, und diese Worte können den Geist beschreiben, der ihn bewegt hat.
Er hat die Orte, an denen die alten Texte aufbewahrt werden, aufmerksam und akribisch aufgesucht und seine Tätigkeit in die Praxis umgesetzt, indem er die von ihm konsultierten Schriften in Hunderten von Notizbüchern mit persönlichen Notizen übertrug und die Quellen noch nach Jahrzehnten überprüfte. Einen großen Teil seiner Zeit und seines Gehalts als Grundschullehrer verwendete er für Reisekosten und der Suche nach Originaldokumenten. Das Bild, das ihn am besten charakterisiert, ist für Adriano Prosperi dasjenige, das Jacob Burckhardt beim Verlassen des Basler Archivs mit einem großen Koffer voller Dokumente unter dem Arm zeigt.
Ausgehend vom Studium der Polesanischen Gemeinden interessierte er sich für die Veränderungen, die durch die Einführung der bischöflichen Jurisdiktion anstelle des früheren benediktinischen Primats entstanden. Auf diese Weise kam er in Kontakt mit den Arbeiten anderer früherer oder neuerer Gelehrter wie Ludovico Antonio Muratori, Girolamo Tiraboschi, Giovanni Tabacco und Pier Francesco Fumagalli.

### Jüdische Gemeinschaft in Ferrara

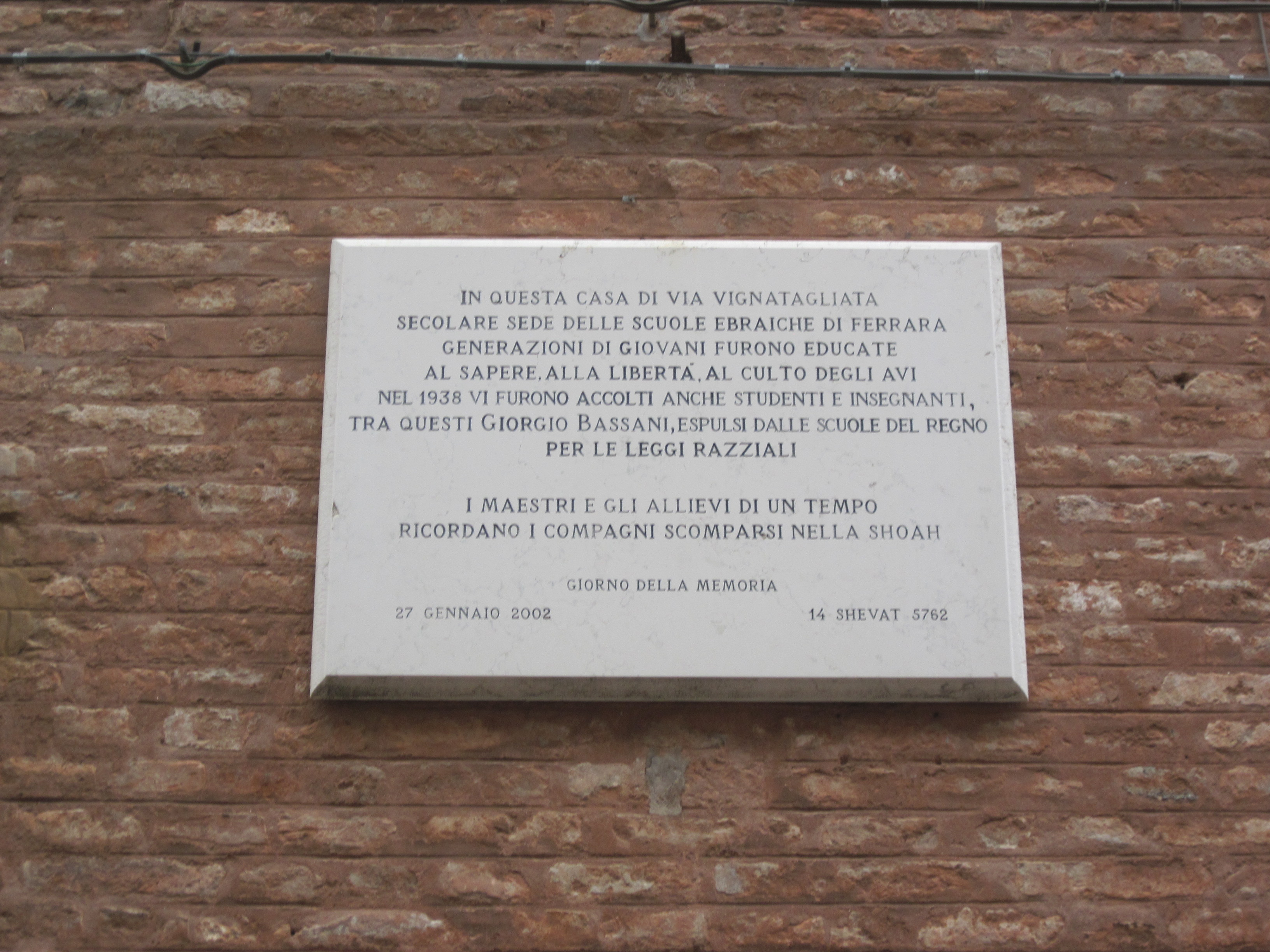
Ferrara, Via Vignatagliata, Gedenktafel an der jüdischen Schule, zur Erinnerung an die Vertreibung jüdischer Schüler und Lehrer aus italienischen Schulen nach 1938

Franceschini untersuchte die jüdische Besiedlung der Region Ferrara nach seiner langjährigen Arbeit über die polesinischen Bauerngemeinden. Wie die Bauern, für die er sich interessierte, waren auch die Juden Schikanen und Misshandlungen ausgesetzt, wurden oft von ihrem Land vertrieben und als Außenseiter betrachtet, obwohl sie gebraucht wurden. Es ist daher sehr wahrscheinlich, dass der Meister es als seine Pflicht empfunden hat, das jüdische Volk anzuerkennen, das seit Jahrhunderten in der Gemeinde Ferrara integriert und verwurzelt war. Dies vor allem in Anbetracht der Periode des Ghettos, der Verfolgungen und des Zwanges, ihre Identität durch die Taufe zu zerstören, und das Recht auf Anerkennung ihrer Rolle in der Geschichte der Stadt.
Sein Hauptwerk Presenza ebraica a Ferrara. Testimonianze archivistiche fino al 1492 (Jüdische Präsenz in Ferrara. Archivmaterial bis 1492) ist diesem Thema gewidmet und wurde posthum veröffentlicht. Es entstand aus einer zufälligen Begegnung zwischen dem Meister und dem Anwalt Paolo Ravenna während der Vorbereitung einer Ausstellung im Palazzo dei Diamanti. Es war das Ende der 1980er Jahre und die Ausstellung sollte für 1990 vorbereitet werden. Der Gelehrte war bereits international bekannt und schrieb zu dieser Zeit an drei Bänden: Künstler in Ferrara im Zeitalter des Humanismus und der Renaissance, die 1993, 1995 und 1997 veröffentlicht werden sollten.

## Zitate
Er wird von verschiedenen Wissenschaftlern zitiert, die sich mit den von ihm untersuchten Themen befasst haben. Darunter bezieht sich auch Dana E. Katz in seinem Werk The Jew in the Art of the Italian Renaissanceauf Franceschinis Arbeit.

## Ehrungen und Auszeichnungen
1976 wurde er mit dem Premio Stampa Ferrara ausgezeichnet und zum ersten Mal wurde der Preis nicht in einer offizielle Zeremonie, sondern zu Hause verliehen. Die Kommission, der auch Radames Costa, der Bürgermeister von Ferrara angehörte, begab sich zum Fondo Reno um den Maestro zu sehen, der sich bescheidenerweise nicht in der Öffentlichkeit zeigen wollte.

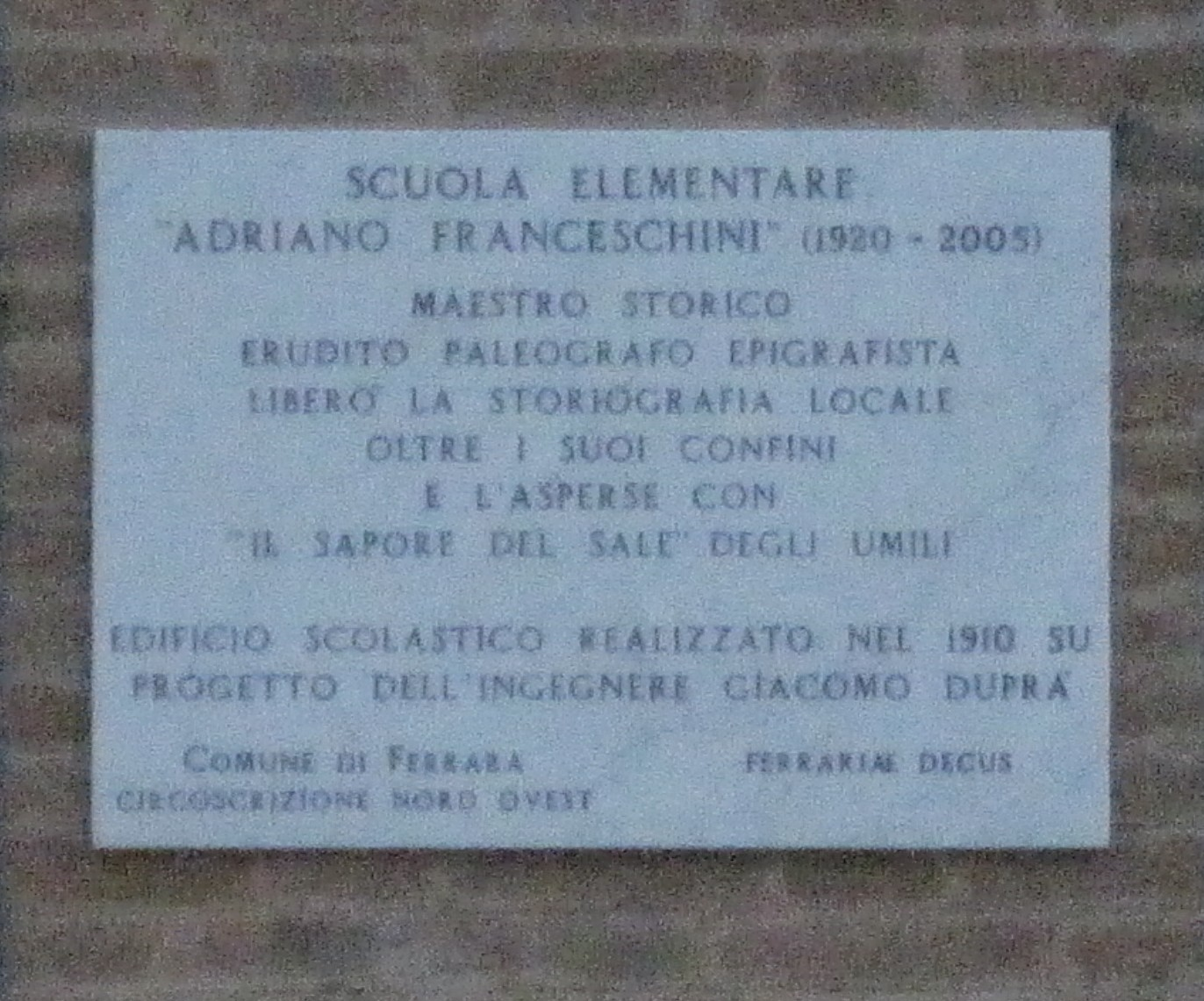
Gedenktafel für Adriano Franceschini an der nach ihm benannten Grundschule von Porotto. Stadtverwaltung Ferrara. Ferrariae Decus

Seine Arbeit wurde von Historikern auf nationaler und internationaler Ebene gewürdigt, und sein vielleicht anspruchsvollstes Werk, Presenza ebraica a Ferrara. Testimonianze archivistiche fino al 1492, wurde 2007 posthum veröffentlicht. Bei der Vorstellung des Bandes erinnert der Präsident der CARIFE-Stiftung an seine Bescheidenheit als Person und seinen Wert als Gelehrter des künstlerischen und kulturellen Erbes der Stadt der Este in der Renaissance.

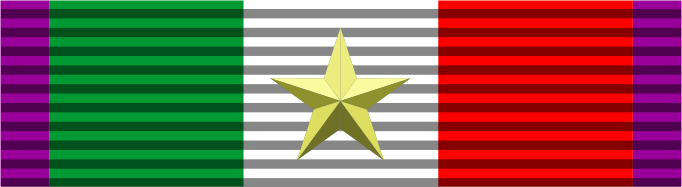
Medaille für kulturelle und künstlerische Verdienste, 2. März 1999

Im Jahr 1999 wurde er mit dem Titel Benemerito della cultura e dell’arte (Verdienst um Kultur und Kunst) ausgezeichnet, weil er sich in der Welt der Kultur hervorgetan hat. Im folgenden Jahr verlieh ihm die Universität Ferrara die Ehrendoktorwürde in Literatur.
Die Porotto-Grundschule, an der er viele Jahre lang unterrichtete, und der Studiensaal des Staatsarchivs in Ferrara, den er oft besuchte, wurden nach ihm benannt.

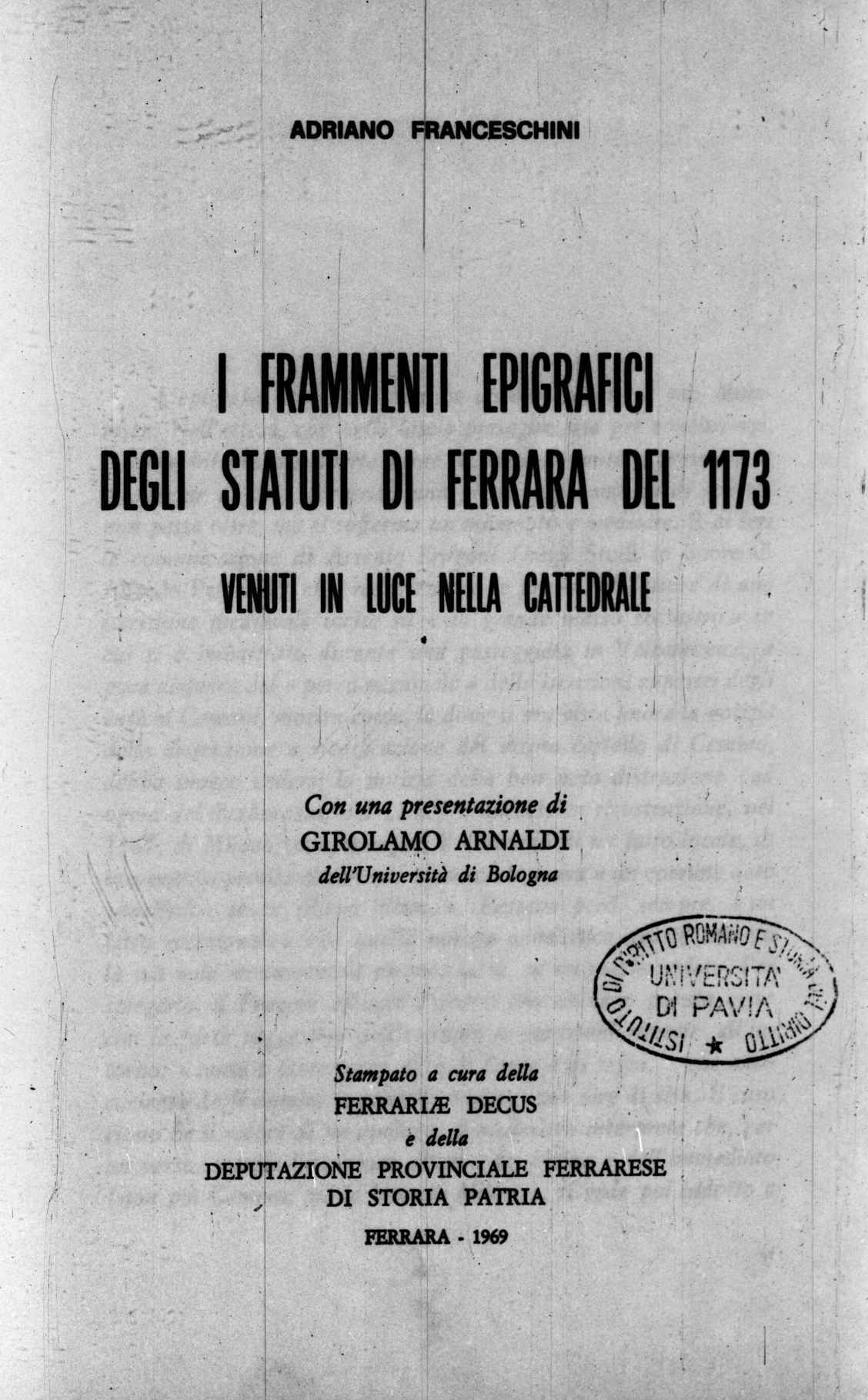
In der Kathedrale aufgefundenes epigraphische Fragmente der Statuten von Ferrara aus dem Jahr 1173, 1969

## Werke
- Adriano Franceschini: I frammenti epigrafici degli statuti di Ferrara del 1173 venuti in luce nella cattedrale. Ferrariae decus e Deputazione provinciale ferrarese di storia patria, Ferrara 1969, OCLC 929774659 (beic.it – Vortrag Girolamo Arnaldi).
- Spigolature archivistiche prime. Deputazione prov. ferrarese di storia patria, Ferrara 1975.
- Istituzioni benedettine in diocesi di Ferrara (sec. X-XV). In: Analecta Pomposiana. Band VI, 1981.
- Inventari inediti di biblioteche ferraresi del sec. XV : B. la biblioteca del Capitolo dei Canonici della Cattedrale. Deputazione provinciale ferrarese di storia patria, Ferrara 1982.
- Giurisdizione episcopale e comunità rurali altopolesane : Bergantino, Melara, Bariano, Trecenta. Patron, Bologna 1986.
- Paesaggio medievale ferrarese. Rotary gruppo estense, Ferrara 1988.
- Artisti a Ferrara in età umanistica e rinascimentale/1, Dal 1341 al 1471. Corbo, Ferrara 1993, ISBN 978-88-85325-18-0.
- Artisti a Ferrara in eta umanistica e rinascimentale. 2.1, Dal 1472 al 1492. Corbo-Cassa di risparmio di Ferrara, Roma-Ferrara 1995, ISBN 978-88-85325-63-0.
- Artisti a Ferrara in età umanistica e rinascimentale / Pt. 2, T. 2, Dal 1493 al 1516. Corbo, Ferrara 1997, ISBN 978-88-85325-86-9.
- Paolo Ravenna (Hrsg.): Presenza ebraica a Ferrara. Testimonianze archivistiche fino al 1492. Carife, Ferrara 2007, ISBN 978-88-222-5741-3.